# Каакупе
Каакупе (гуар.- Ka'akupe) — місто на півдні Парагваю адм. ц. деп. Кордильєра. Розташоване на схід від м. Асунсьйон, на шосейній дорозі Асунсьйон — Коронель-Ов'єдо. Населення 47, 251. Торговельно-економічний центр сільськогосподарського району (тютюн, цукрова тростина, кукурудза, рис, кава, апельсини). Цукровий завод, фабрика з виробництва ефірних олій. Каакупе засноване у 1770 році.
Home

### Клімат
Місто знаходиться у зоні, котра характеризується вологим субтропічним кліматом. Найтепліший місяць — січень із середньою температурою 26.9 °C (80.4 °F). Найхолодніший місяць — червень, із середньою температурою 17.1 °С (62.8 °F).
| Клімат Каакупе          | Клімат Каакупе | Клімат Каакупе | Клімат Каакупе | Клімат Каакупе | Клімат Каакупе | Клімат Каакупе | Клімат Каакупе | Клімат Каакупе | Клімат Каакупе | Клімат Каакупе | Клімат Каакупе | Клімат Каакупе | Клімат Каакупе |
| Показник                | Січ.           | Лют.           | Бер.           | Квіт.          | Трав.          | Черв.          | Лип.           | Серп.          | Вер.           | Жовт.          | Лист.          | Груд.          | Рік            |
| Середня температура, °C | 26,9           | 26,4           | 25,2           | 22             | 19,4           | 17,1           | 17,3           | 18,5           | 20,1           | 22,6           | 24,4           | 26,2           | 22,2           |
| Норма опадів, мм        | 180.3          | 163.9          | 145.3          | 153.6          | 132.1          | 123.8          | 86.1           | 111.6          | 131.4          | 193.2          | 175.5          | 151.1          | 1747.9         |
| Днів з опадами          | 7,8            | 6,7            | 6,3            | 6,4            | 6,1            | 6,1            | 4,6            | 5,4            | 6              | 7,6            | 7,3            | 7,4            | 77,7           |
| Вологість повітря, %    | 68             | 70.8           | 72             | 74.4           | 76             | 76.5           | 71.4           | 69.4           | 67.2           | 67.3           | 66.7           | 66.5           | 70.5           |
| ----------------------- | -------------- | -------------- | -------------- | -------------- | -------------- | -------------- | -------------- | -------------- | -------------- | -------------- | -------------- | -------------- | -------------- |
| Джерело: Weatherbase    |                |                |                |                |                |                |                |                |                |                |                |                |                |

## Джерело
- The departments of the Republic of Paraguay as well as all cities and municipalities («distritos») having an urban population of 10,000 or more. [Архівовано 9 липня 2015 у Wayback Machine.]

| Парагвай | Це незавершена стаття з географії Парагваю. Ви можете допомогти проєкту, виправивши або дописавши її. |